# Holmöarna
Holmöarna (del sueco: Holmöarkipelagen) es un grupo de islas suecas en el estrecho de Kvarken en el golfo de Botnia entre Suecia y Finlandia. Las islas forman parte del municipio de Umeå en el Condado de Västerbotten. Las islas cuentan con 75 personas durante todo el año. Grandes áreas de las islas se han protegido como reservas naturales.